# Leitões
Leitões ist ein Ort und eine ehemalige Gemeinde (Freguesia) im Norden Portugals.
Leitões gehört zum Kreis Guimarães im Distrikt Braga. Die Gemeinde hatte eine Fläche von 3,6 km² und 560 Einwohner (Stand 30. Juni 2011). Die Gemeinde ist nur gering urbanisiert.
Am 29. September 2013 wurden die Gemeinden Leitões, Oleiros und Figueiredo zur neuen Gemeinde União das Freguesias de Leitões, Oleiros e Figueiredo zusammengeschlossen.